# Historia Izraela
Historia współczesnego Izraela rozpoczyna się 14 maja 1948 roku, kiedy proklamowano niepodległość Państwa Izrael. Historia samego Izraela jest jednak znacznie starsza niż współczesne państwo, bo sięga starożytności.

## Proklamacja niepodległości Izraela
14 maja 1948 roku o godzinie 16:00, Dawid Ben Gurion odczytał na posiedzeniu Rady Ludowej (Mo’ecet Ha-Am) w Tel Awiwie Deklarację Niepodległości, głoszącą o ustanowieniu Państwa Izrael.

## Wojna o niepodległość 1948–1949

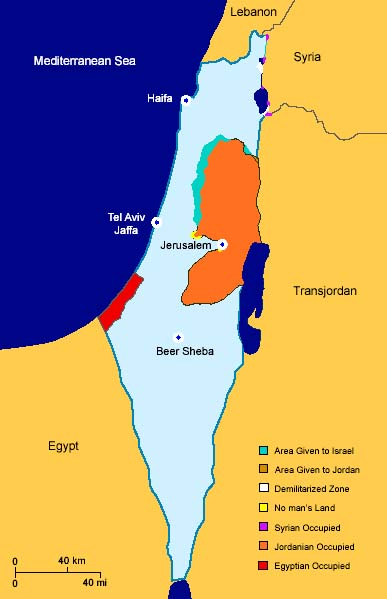
Granice i terytoria państw w Palestynie po zakończeniu wojny o niepodległość (1949)

Pierwsza wojna izraelsko-arabska wybuchła 15 maja 1948 roku, w dniu proklamacji niepodległości przez państwo Izrael. Na terytorium państwa żydowskiego w Palestynie wkroczyły oddziały wojsk irackich, syryjskich, transjordańskich i libańskich. Państwa te nie uznając ONZ-towskiego podziału Palestyny pragnęły zniszczyć nowo powstałe państwo żydowskie. Oficjalnym powodem ich wkroczenia była obrona cywilnej ludności arabskiej przed działalnością bojówek żydowskich. Siły izraelskie słabsze liczebnie, ale dobrze zorganizowane i wyszkolone, wyparły arabskie wojska. Palestyńscy Arabowie, pozbawieni uznawanych powszechnie przywódców, na wezwanie liderów arabskich masowo opuszczali swoje domy (około 750 tys. uchodźców). Do ucieczki skłaniały też Arabów przypadki terroru ze strony żydowskich organizacji paramilitarnych (obie strony nie stroniły od terroru). W 1949 roku podpisano porozumienia rozejmowe między walczącymi stronami. Izrael poszerzył swoje terytorium w stosunku do obszaru przyznanego przez ONZ o zachodnią Galileę, zachodni Negew i część Jerozolimy. Pod kontrolą Transjordanii pozostała Samaria i Judea z częścią Jerozolimy, a Egipt zachował pozycję w Gazie. Transjordania zaanektowała zdobyte ziemie, zmieniając nazwę kraju na Jordania.

## Ben Gurion i masowa migracja 1949–1953

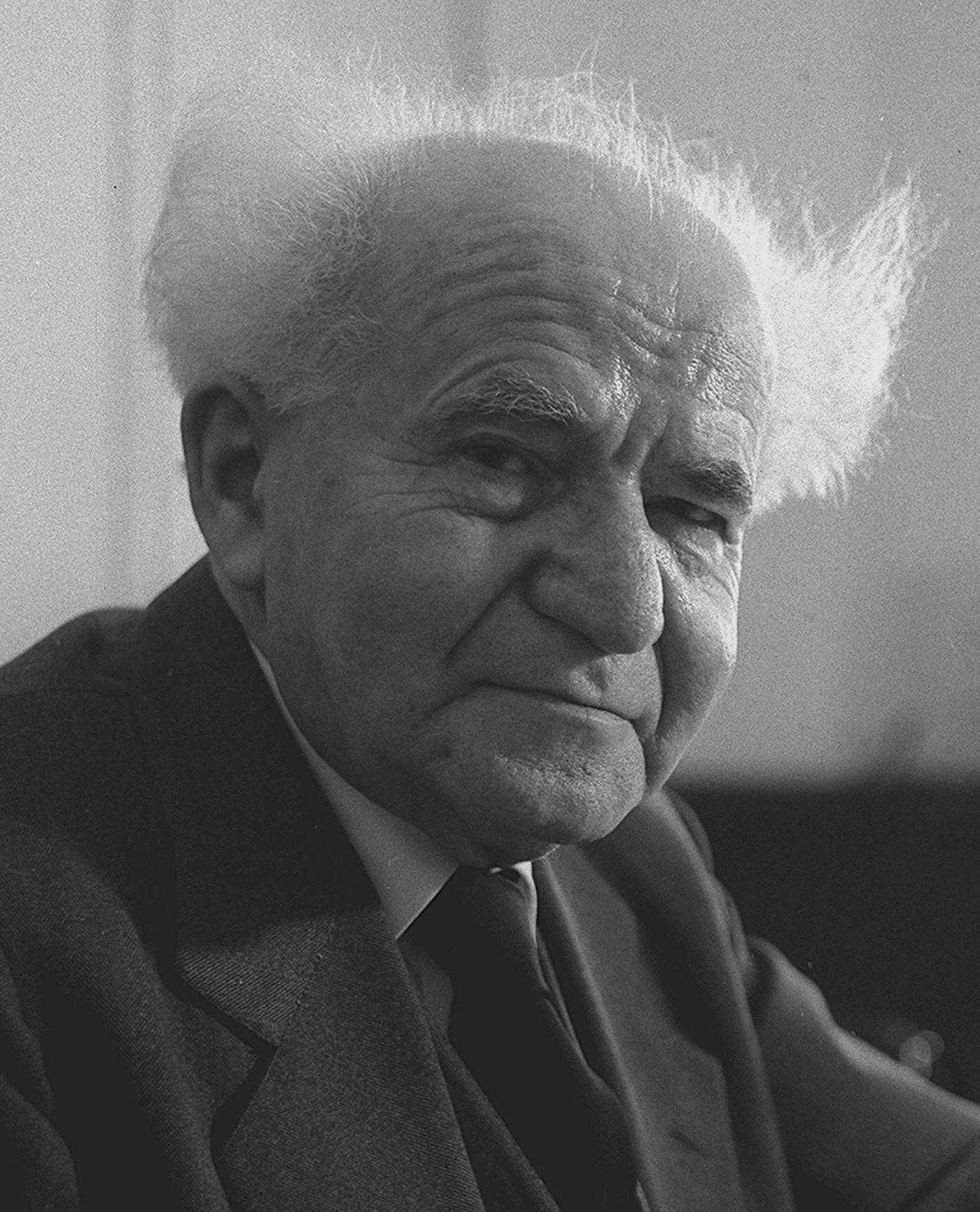
Dawid Ben Gurion – 1. i 3. premier Izraela w latach 1948–1954 i 1955–1963

25 stycznia 1949 odbyły się wybory do I Zgromadzenia Ustawodawczego (Asefa haMekonenet), które później przekształciło się w pierwszy Kneset. Zgromadzenie liczyło 120 deputowanych. Zwycięstwo odniosła demokratyczna lewica syjonistyczna, a najsilniejszą partią była partia Mapai (Partia Robotników Ziemi Izraela), a drugie miejsce zajęła partia Mapam (Zjednoczona Partia Robotnicza). Maki (Komunistyczna Partia Izraela) zdobyła 4 mandaty.
Zgromadzenie Ustawodawcze bardzo szybko uchwaliło ustawę przejściową, tzw. małą konstytucję, która doraźnie ustaliła strukturę naczelnych organów państwowych. Ustanowiono jednoizbowy parlament (Kneset), który wybierał prezydenta o dość ograniczonych uprawnieniach. Prezydent mianował premiera, ten zaś formował gabinet i przedstawiał go Knesetowi do akceptacji.

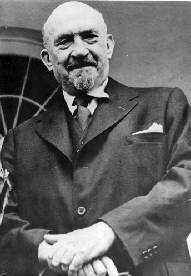
Chaim Weizman – 1. prezydent Izraela 1949–1952

15 lutego 1949 pierwszym prezydentem Izraela został Chaim Weizman, wieloletni przewodniczący Światowej Organizacji Syjonistycznej i Agencji Żydowskiej. Sprawował obowiązki do swojej śmierci 9 listopada 1952.
10 marca 1949 premierem rządu został wybrany Dawid Ben Gurion, wieloletni przywódca Światowej Organizacji Syjonistycznej i Agencji Żydowskiej.

### Polityka zagraniczna Izraela
Państwa członkowskie Ligi Arabskiej od samego początku istnienia Izraela, wzywały do bojkotu i izolacji państwa żydowskiego w Palestynie. Pomimo to, już 14 maja 1948 po południu Stany Zjednoczone oraz Związek Socjalistycznych Republik Radzieckich uznały de facto nowe państwo Izrael. 29 stycznia 1949 Wielka Brytania uznała de facto państwo Izrael, a 11 maja 1949 państwo Izrael zostało przyjęte na członka Organizacji Narodów Zjednoczonych. Kandydaturę Izraela poparł Związek Socjalistycznych Republik Radzieckich.

### Napływ imigrantów
Nowo powstałe państwo Izrael było od samego swego początku otwarte dla imigracji wszystkich Żydów z całego świata. Jednak napływ wielu tysięcy imigrantów był olbrzymim wyzwaniem dla młodego państwa, które nie posiadało własnej infrastruktury i przemysłu. Kłopoty gospodarcze bardzo szybko osiągnęły rozmiary kryzysu gospodarczego. Na większość produktów wprowadzono reglamentację. W najgorszym okresie na jedną osobę przysługiwał tygodniowo mały kawałek mięsa i dwa jajka. Aby obniżyć koszty utrzymania wprowadzono politykę deflacyjną, która dodatkowo hamowała rozwój gospodarki. Był olbrzymi deficyt w bilansie handlowym.
20 listopada 1949 w Izraelu ogłoszono „Dzień Miliona”, gdyż liczba ludności państwa osiągnęła właśnie 1 milion mieszkańców (w maju 1948 było 650 tys. mieszkańców).
Pomimo tych wszystkich trudności gospodarczych, w listopadzie 1949 roku izraelska armia przeprowadziła operację „Zaczarowany Dywan”, podczas której ewakuowano samolotami do Izraela 49 tys. Żydów z Jemenu. W maju 1950 roku w podobnej operacji „Ezdrasz i Nehemiasz” ewakuowano samolotami do Izraela 120 tys. Żydów z Iraku. Dodatkowo armia przeprowadziła operację ewakuowania do Izraela 33 tys. Żydów z Libii. W ten sposób uniknęli oni prześladowań ze strony Arabów.

### Kryzys rządowy i wybory 1951
W marcu 1950 doszło do kryzysu rządowego, który został sprowokowany przez kwestię religijną: edukację religijną w obozach dla uchodźców jemeńskich. Dla przybyłych z Jemenu Żydów, stosunki panujące w Izraelu były niezrozumiałe. Ich dzieci były kierowane do szkół, w których uczyły się hebrajskiego oraz zasad judaizmu. Jednak zrozumienie praktyk religijnych pomiędzy różnymi odłamami Żydów bardzo się różniło, a w owym czasie w Izraelu dominowały poglądy świeckie. Na tym tle nasilił się konflikt pomiędzy zwolennikami świeckiego i religijnego wychowania dzieci. W następnych latach te spory i konflikty narastały, aż w 1951 partie ortodoksyjne wycofały się z rządu, doprowadzając do jego upadku i ponownych wyborów do Knesetu.
30 lipca 1951 odbyły się wybory do II Knesetu. Wybory ponownie wygrała lewicowa partia Mapai (Partia Robotników Ziemi Izraela). Jednakże partie lewicy wyszły z wyborów nieznacznie osłabione, a wzmocniła się reprezentacja Głównych Syjonistów.
W 1952 nastąpił wyraźny spadek napływających do Izraela imigrantów. Do końca roku do Izraela przybyło zaledwie 24 tys. nowych imigrantów. Wynikało to głównie z poważnych kłopotów gospodarczych oraz wprowadzenia odstraszającego systemu „wyboru”, który preferował młodych i zdrowych imigrantów. Poszukując sposobu uzdrowienia gospodarki, rząd w lutym 1952 zmienił założenia polityki gospodarczej. Wprowadzono liczne ograniczenia fiskalne mające na celu zmniejszenie inflacji, która wynosiła 60% rocznie. Przeprowadzono dewaluację wartości pieniądza, a następnie stopniowo zlikwidowano reglamentację zaopatrzenia (do 10 maja 1953).

### Odszkodowania od Niemiec
9 stycznia 1952 premier Dawid Ben Gurion wystąpił z orędziem w Knesecie, przedstawiając plan negocjacji z Niemcami Zachodnimi w sprawie rekompensat za Holocaust. Kneset zgodził się na realizację planu, wywołało to jednak wzrost politycznego napięcia oraz liczne publiczne protesty w Izraelu.
Niemcy jako naród ponosili moralną odpowiedzialność za zagładę narodu żydowskiego w Europie podczas II wojny światowej. Z tego powodu 20 marca 1952 rozpoczęto w Holandii rozmowy izraelsko-niemieckie na temat zadośćuczynienia Niemieckiej Republiki Federalnej za Holocaust. W rozmowach uczestniczyły wszystkie ważne organizacje żydowskie, wliczając w to American Jewish Committee, American Jewish Congress, B’nai Brith i Joint Distribution Committee.
Wynegocjowane porozumienie Dawid Ben Gurion przedstawił do zatwierdzenia przez Kneset. Podczas burzliwej debaty ponad 5 tys. demonstrantów wszczęło rozruchy z policją przed budynkiem Knesetu. Rannych zostało około 200 demonstrujących i 140 policjantów.
Ostatecznie 10 września 1952 roku Izrael i RFN podpisały układ o odszkodowaniach. Rząd RFN zobowiązał się do wypłacania państwu Izrael 3 mld marek w ciągu 14 lat.
W 1953 roku utworzono Instytut Pamięci Męczenników i Bohaterów Zagłady (Jad Waszem).

### Pobudzenie gospodarki

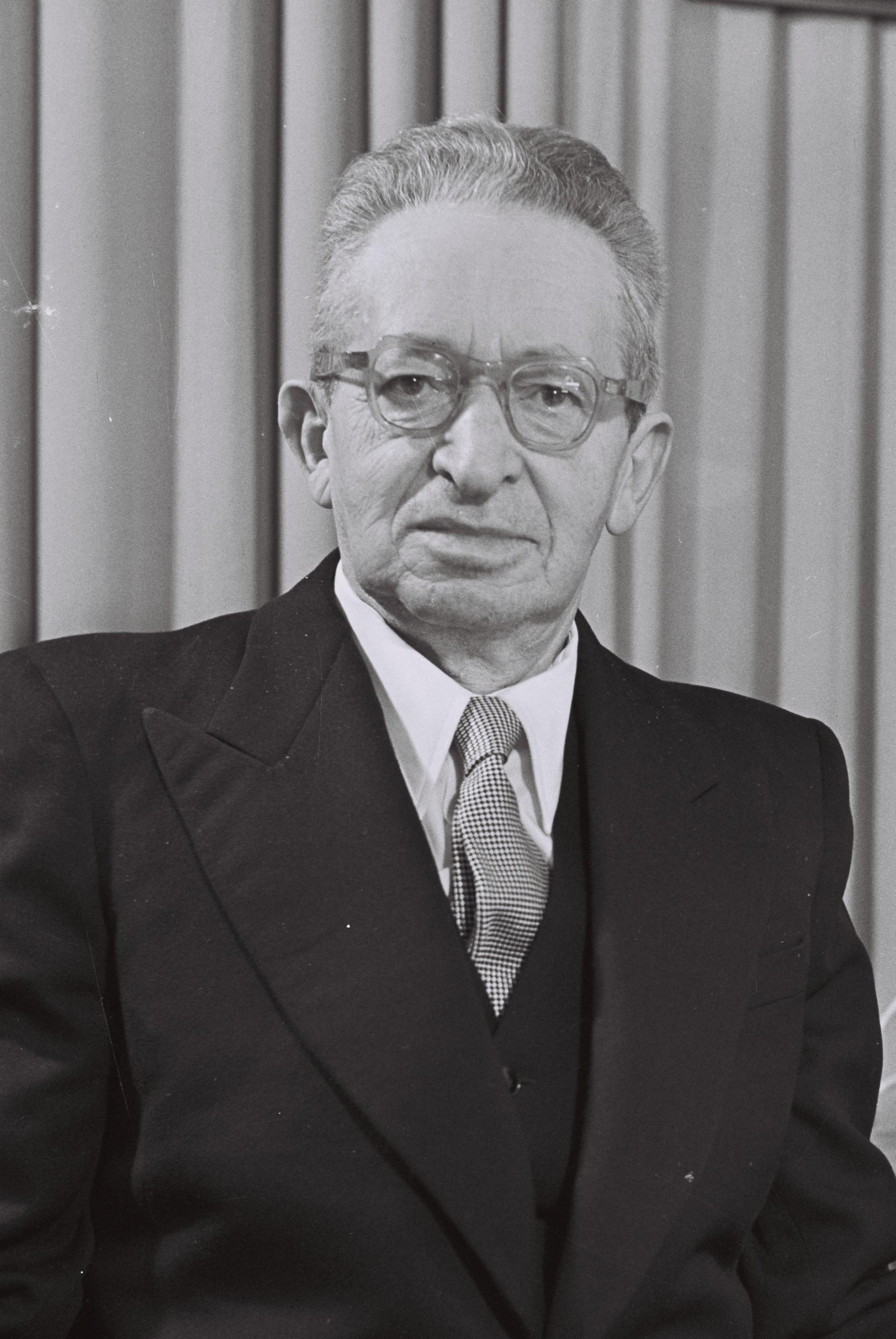
Jicchak Ben Cewi – 2. prezydent Izraela 1952–1963

W połowie 1953, dzięki aktywnej działalności organizacji syjonistycznych w świecie, do Izraela zaczął napływać kapitał ze Stanów Zjednoczonych. Równocześnie Izrael zaczął otrzymywać pierwsze raty zobowiązań rządu Republiki Federalnej Niemiec, jako moralny dług z tytułu prześladowania i zagłady Żydów przez III Rzeszę.
Napływające środki finansowe były głównie przeznaczane na rozwój sektora publicznego. Rozwijało się budownictwo mieszkaniowe i rolnictwo w kibucach. Powstał plan budowy sieci nowych osad rolniczych wokół rejonu Gazy, które spełniałyby funkcje rolnicze i obronne. Tworzono transport samochodowy, będący w rękach spółdzielni. Budowano nowe drogi, osuszano bagniste tereny Doliny Hula oraz zalesiano pustynne połacie kraju. Jednak największą inwestycją była budowa krajowego systemu wodnego, którego osią stał się kanał rozpoczynający się u Jeziora Tyberiadzkiego.
W ten sposób nastąpiła powolna stabilizacja gospodarcza Izraela, jednak warunki życia mieszkańców nadal pozostawały bardzo trudne. Z tego powodu do końca 1953 do Izraela przyjechało zaledwie 11 tys. nowych imigrantów.

## Szarett i afera Lawona 1954–1955
6 grudnia 1953 premier Dawid Ben Gurion podał się do dymisji, w związku z jego osobistą decyzją o wycofania się z życia politycznego. 26 stycznia 1954 nowym premierem został Mosze Szarett. Okres jego rządów charakteryzował się wzrostem napięcia i aferą szpiegowską w Egipcie.

## Ben Gurion i wojna 1955–1963
26 lipca 1955 odbyły się wybory do III Knesetu. Wybory ponownie wygrała lewicowa partia Mapai (Partia Robotników Ziemi Izraela), jednak już osłabiona. Wyniki świadczyły o powolnej tendencji osłabiania partii lewicowych, natomiast o wzroście wpływów centrum i prawicy. 3 listopada 1955 premierem został wybrany Dawid Ben Gurion.

### Kampania sueska 1956
Gdy 26 lipca 1956 Egipt ogłosił nacjonalizację Kanału Sueskiego, wywołało to natychmiastową reakcję Wielkiej Brytanii i Francji, które postanowiły wykorzystać Izrael do wywołania wojny izraelsko-egipskiej, co umożliwiłoby wojskom brytyjsko-francuskim wylądować w Egipcie, aby zapewnić bezpieczeństwo międzynarodowej żeglugi po Kanale Sueskim. Do działań wojennych doszło na przełomie października i listopada 1956. Pod międzynarodowym naciskiem Wielka Brytania, Francja i Izrael musiały wycofać swoje wojska z Egiptu, a ich miejsce zajęły międzynarodowe siły UNEF. Wojna ta jest często uznawana za ostatnią wojnę w stylu kolonialnym. Izrael osiągnął w niej dokładnie to co zamierzał – wymusił odblokowanie dla jego żeglugi Cieśniny Tirańskiej. Jednocześnie Izrael otrzymał od 16 państw morskich (z wyjątkiem ZSRR) gwarancje obrony praw swobodnej żeglugi w cieśninach Morza Czerwonego.

### Wzrost gospodarczy
W 1957 pojawiły się pierwsze symptomy poprawy sytuacji gospodarczej w Izraelu. Produkcja przemysłowa w 1957 r. wzrosła o 13% w porównaniu do 1953 r., a w następnych latach 1957–1959 wzrosła o kolejne 28%. W znacznym stopniu było to zasługą olbrzymiej pomocy finansowej, jaką otrzymywał Izrael od środowisk żydowskich z całego świata. W okresie od 1948 do 1958 roku do Izraela napłynęło 3,2 mld dolarów, z czego 2,2 mld otrzymał rząd i Agencja Żydowska. Pozwolił to na realizację wielu projektów i stworzenie podstaw gospodarki. Między innymi w kwietniu 1957 wybudowano rurociąg naftowy z portu Ejlat do Beer Szewa na północy pustyni Negew.
W przemyśle zatrudnionych było 30%, a w rolnictwie 16% ludności. W miastach mieszkało 75% ludności. 1 lutego 1959 rząd zniósł reglamentację ostatnich towarów.
Wartość eksportu w 1959 wyniosła 181 mln dolarów. Deficyt bilansu płatniczego wyniósł 304,4 mln dolarów. Deficyt pokryto bezzwrotnymi wpływami zagranicznymi, jak fundusze organizacji syjonistycznych i reparacje z Niemiec (od 1959 Izrael otrzymywał rocznie z Niemiec towary o wartości 59 mln USD), oraz wzrostem zadłużenia zagranicznego. Zadłużenie zagraniczne wyniosło 600 mln USD, w tym wartość akcji Pożyczki Niepodległości i Rozwoju rozprowadzonych wśród Żydów amerykańskich wynosiła 359,5 mln USD.
16 czerwca 1960 roku Izrael uruchomił reaktor jądrowy w mieście Dimona na pustyni Negew.

### 10-lecie Izraela
24 kwietnia 1958 Izrael uroczyście obchodził 10-lecia swojego istnienia państwowego. Przez wszystkie miasta przeszły uroczyste pochody i festyny. W ciągu pierwszych 10 lat istnienia państwa Izrael, liczba jego mieszkańców wzrosła z 650 tys. do ponad 2 milionów. Tak szybki wzrost liczby mieszkańców był niespotykany na świecie. W ten sposób powstawało państwo żydowskie.
3 listopada 1959 odbyły się wybory do IV Knesetu. Było to największe zwycięstwo wyborcze lewicowej partii Mapai (Partia Robotników Ziemi Izraela). 17 grudnia 1959 premierem został wybrany Dawid Ben Gurion.

### Sprawa Eichmanna
11 maja 1960 Izraelscy agenci Mosadu porwali zbrodniarza nazistowskiego Adolfa Eichmanna. Do porwania doszło w Buenos Aires w Argentynie, skąd potajemnie przewieziono Eichmanna do Izraela, gdzie stanął przed sądem. Po długim procesie sądowym 15 grudnia 1961 skazano go na karę śmierci przez powieszenie. Wyrok wykonano 1 czerwca 1962 w więzieniu w Ramla, parę minut po północy. Jego ciało spalono, a prochy rozrzucono nad Morzem Czerwonym. Był to jedyny wykonany wyrok śmierci w historii Izraela.
W maju 1960 na tym tle doszło do zatargu dyplomatycznego pomiędzy Argentyną i Izraelem. Po tajnych negocjacjach, Argentyna przedstawiła sprawę na forum Rady Bezpieczeństwa ONZ, nazywając całe zdarzenie „naruszeniem praw Argentyny”. Broniąc interesów Izraela, ambasador Golda Meir powiedziała, że porwania Eichmanna dokonali nie agenci Mosadu, ale osoby prywatne.
23 czerwca 1960 Rada Bezpieczeństwa ONZ przegłosowała projekt rezolucji przedstawionej przez Argentynę. Rezolucja między innymi wzywała rząd Izraela do udzielenia Argentynie należytego zadośćuczynienia z powodu naruszenia fundamentalnych praw Argentyny. Ostatecznie konflikt został zażegnany w formie wspólnego oświadczenia rządów obu państw 4 sierpnia 1960.

### Ponowne wybory
15 sierpnia 1961 odbyły się wybory do V Knesetu. Ponownie wybory wygrała lewicowa partia Mapai (Partia Robotników Ziemi Izraela), ale coraz większe poparcie zyskiwała partia komunistyczna oraz syjoniści połączeni z liberałami. 2 listopada 1961 premierem został wybrany Dawid Ben Gurion.

### Reformy gospodarcze

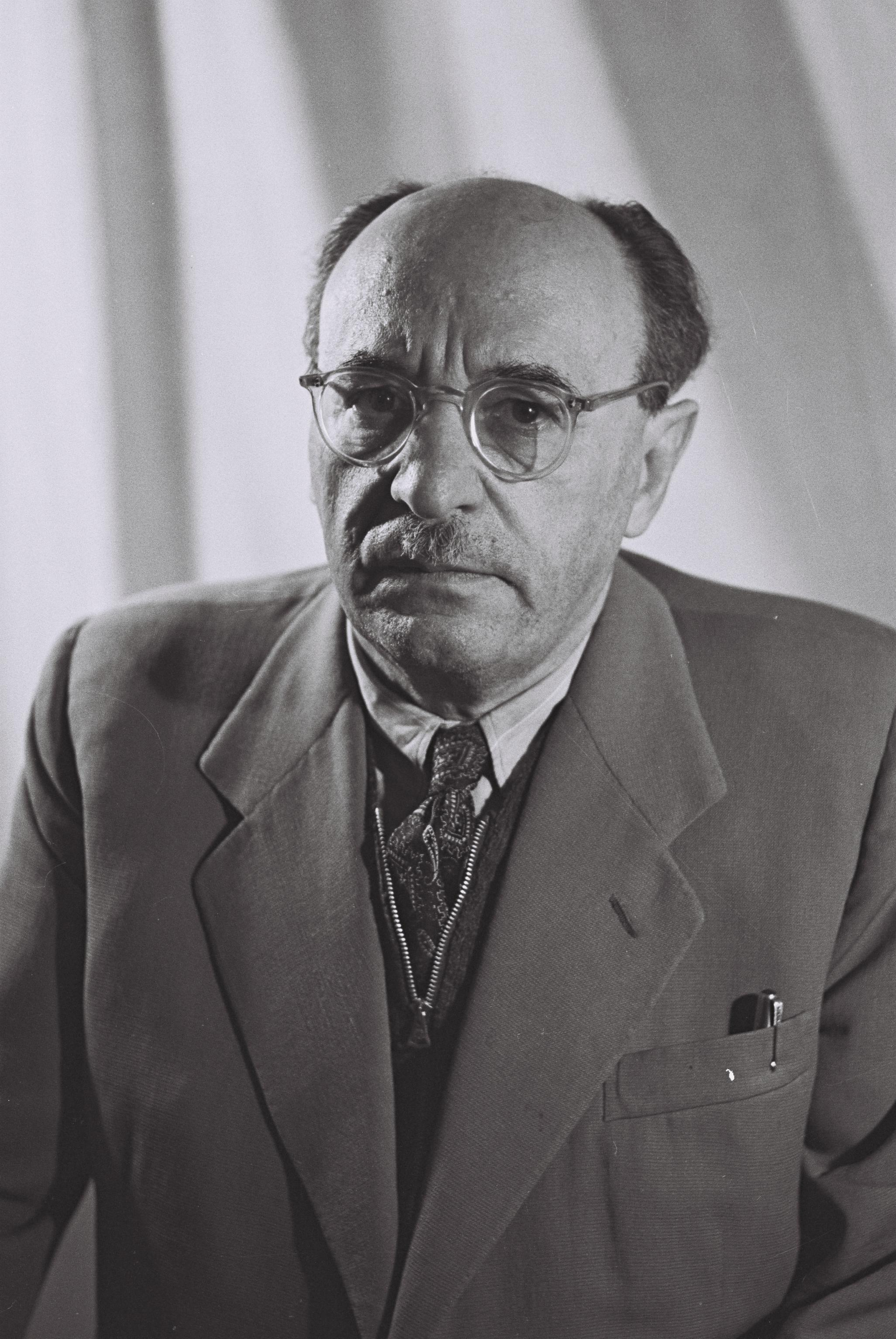
Zalman Szazar – 3. prezydent Izraela 1963–1973

9 lutego 1962 rząd zapowiedział rozpoczęcie „nowej polityki gospodarczej”, która miała polegać między innymi na dewaluacji o 66% izraelskiej waluty. W owym czasie (lata 1962–1965) inflacja w Izraelu wynosiła rocznie 18%, i wykazywała stałą tendencję rosnącą. Z tego powodu rząd musiał przeprowadzić reformy, które wywołały społeczne perturbacje, liczne protesty i demonstracje. Widocznym znakiem rosnącego niezadowolenia społecznego było rozpoczęcie się 22 października 1962 strajku generalnego w Hajfie. Strajk był wyrazem społecznego protestu przeciwko gwałtownym podwyżkom cen.
W związku z trwającą Aferą Lawona premier Dawid Ben Gurion podał się do dymisji i wystąpił z partii Mapai. Nowym przywódcą partii Mapai został Lewi Eszkol.

## Lewi Eszkol i wojna z Arabami 1963–1969

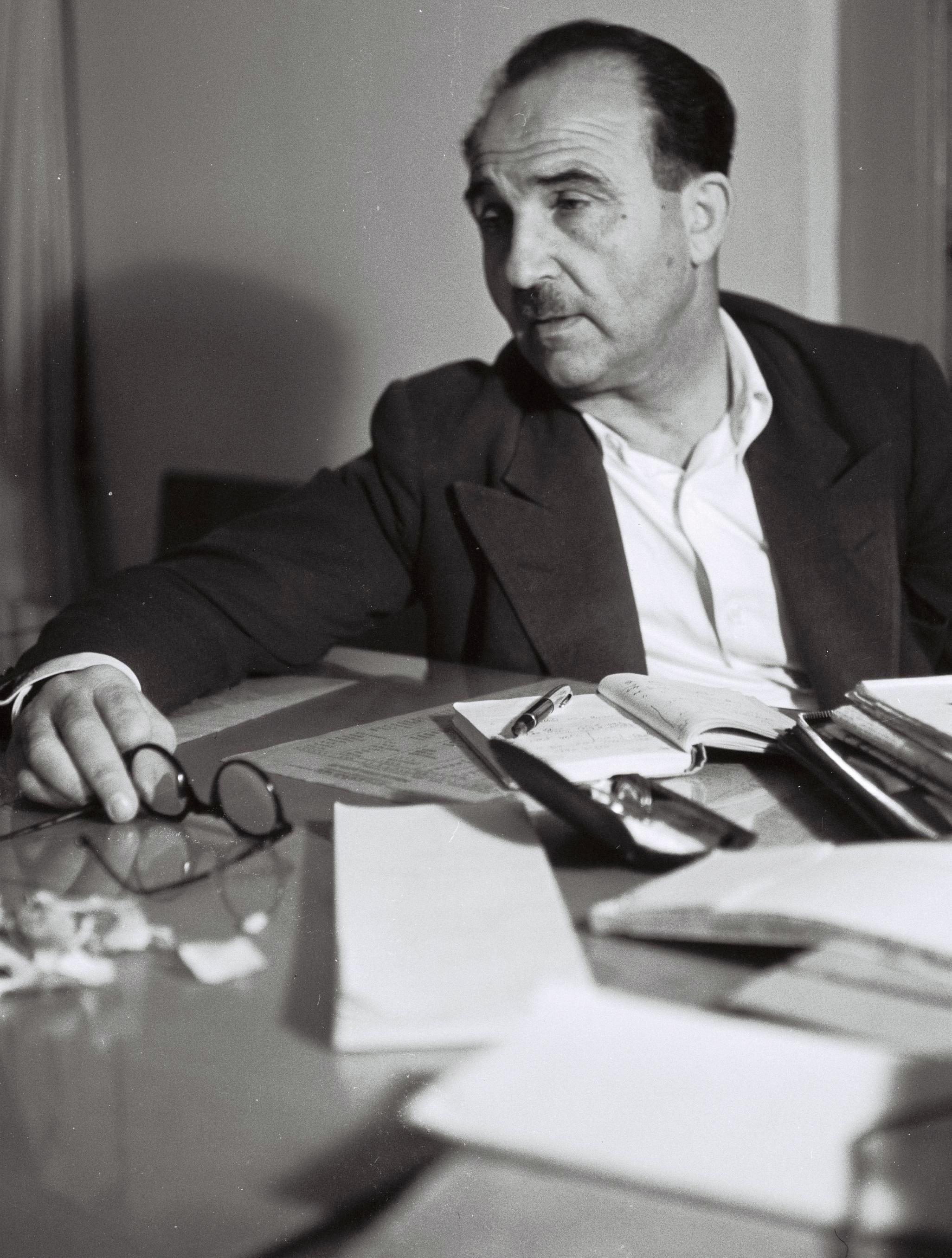
Lewi Eszkol – 4. premier Izraela 1963–1969

26 czerwca 1963 nowym premierem został wybrany Lewi Eszkol.
25 maja 1964 roku z inicjatywy Egiptu i Jordanii powstała w Kairze Organizacja Wyzwolenia Palestyny (OWP). Uchwalona wówczas Palestyńska Karta Narodowa stwierdzała nielegalność powstania państwa Izrael i konieczność wojny o wyzwolenie Palestyny spod syjonistycznej okupacji. OWP otrzymywała rocznie 400 mln dolarów od państw arabskich na prowadzenie swojej działalności. Na czele OWP stanął Jasir Arafat.

### „Bitwa o wodę” 1964–1967
10 czerwca 1964 Izrael uruchomił Narodowy System Wodny (HaMovil Ha’Artzi). System pomp każdego dnia przepompowywał 1 mln m³ wody z Jeziora Tyberiadzkiego, który poprzez system otwartych kanałów, tuneli i olbrzymich rurociągów docierał do pustyni Negew. Dzięki tym inwestycjom można było rozwinąć rolnictwo na Negewie.
Syria postanowiła wykorzystać to jako pretekst do zaostrzenia konfliktu izraelsko-arabskiego i uznała oficjalnie, że Izraelskie prace budowlane objęły obszar strefy zdemilitaryzowanej na granicy izraelsko-syryjskiej. W rezultacie Syria uznała to za naruszenie integralności terytorialnej i wezwała wszystkie kraje arabskie do wypowiedzenia wojny Izraelowi.
Eskalacja przemocy doprowadziła 4 listopada 1966 do zawarcia sojuszu wojskowego pomiędzy Egiptem i Syrią. Sojusz był wymierzony przeciwko Izraelowi. 30 maja 1967 do sojuszu przystąpiła Jordania, a Irak, Kuwejt, Tunezja, Sudan, Maroko i Algieria zgodziły się skierować swoje oddziały przeciwko Izraelowi.

### Dalszy rozwój gospodarczy
Uruchomienie Narodowego Systemu Wodnego (HaMovil Ha’Artzi) było niezwykle ważnym impulsem dla dalszego rozwoju gospodarki Izraela. Dzięki kolejnym inwestycjom w 1965 przeszło 90% mieszkańców Izraela korzystało już z elektryczności i bieżącej wody. Intensywnie rozbudowywano sieć telefoniczną. 21 listopada 1965 odbyła się uroczystość otworzenia portu w Aszdod. W niemieckich stoczniach budowano izraelskie statki handlowe, a nawiązane stosunki dyplomatyczne (19 sierpnia 1965) stworzyły podstawę prawną umożliwiającą niemieckim specjalistom pracę dla izraelskiego przemysłu.

#### Wybory 1965
2 listopada 1965 odbyły się wybory do VI Knesetu. Sukces odniosła ponownie lewica, była jednak już bardziej skłócona i podzielona wewnętrznie niż przed laty. Mapai i lewica syjonistyczna utworzyły wspólnie blok polityczny Koalicja Pracy (w skrócie Ma’arach). I to właśnie Ma’arach wygrał w wyborach. 12 stycznia 1966 premierem został wybrany Lewi Eszkol.

#### Recesja gospodarcza
W 1966 nastąpiła recesja gospodarcza. Powodami były zwiększone wydatki na obronność kraju, przedłużający się konflikt izraelsko-arabski, a także rosnące koszty siły roboczej, które wyprzedziły wydajność pracy. Recesja doprowadziła do gwałtownego wzrostu cen towarów i usług. Między innymi 23 lutego 1966 o 50% wzrosły ceny usług pocztowo-telegraficznych.
Rosnące ceny były czynnikiem zwiększającym niezadowolenie społeczne. 1 maja 1966 przez miasta przetoczyły się burzliwe demonstracje i strajki, które ogarnęły zwłaszcza kręgi pracowników umysłowych (lekarzy, nauczycieli, prawników itp.).
Najbardziej widocznym znakiem recesji była rosnąca stopa bezrobocia, która w 1967 osiągnęła liczbę 60 tys. osób. 5 lutego 1967 po raz pierwszy w Izraelu wprowadzono zasiłek dla bezrobotnych.
Pomimo tak trudnej sytuacji gospodarczej rząd Izraela ogłosił w dniach 16–23 maja 1967 tajną częściową mobilizację armii. Było to niezwykle kosztowne posunięcie, ale w obliczu arabskiej agresji było jednym możliwym rozwiązaniem dla Izraela.

### Wojna sześciodniowa 1967
5 czerwca 1967 Izrael po ostrzelaniu przez Egipt osiedli żydowskich położonych wzdłuż granicy Strefy Gazy, odpowiedział zaatakowaniem Egiptu, Syrii i Jordanii, rozbijając w ciągu 6 dni arabskie wojska. Izrael odniósł zwycięstwo zajmując ponad 60 tys. km² ziem arabskich: syryjskie Wzgórza Golan, jordański Zachodni Brzeg i część Jerozolimy, egipski Synaj oraz Okręg Gazy. Pod naciskiem Rady Bezpieczeństwa ONZ wstrzymano działania wojenne.
Rada Bezpieczeństwa ONZ 22 listopada 1967 przyjęła rezolucję nr 242, wzywającą Izrael do wycofania się z ziem zagarniętych w czasie wojny sześciodniowej.

### Wojna na wyczerpanie 1967–1970
17 czerwca 1967 ministrowie spraw zagranicznych trzynastu państw arabskich proklamowali w Kuwejcie utworzenie wspólnego frontu walki przeciwko Izraelskiej agresji. Postanowiono, że żadne arabskie państwo nie będzie prowadziło z Izraelem żadnych rozmów, nie zawrze z nim traktatu pokojowego i nie uzna istnienia państwa żydowskiego w Palestynie. Izolując Izrael politycznie i gospodarczo, postanowiono rozpocząć wojnę na wyczerpanie. Na Izrael miały spadać jednocześnie ze wszystkich stron różnorodne ataki przeprowadzane przez arabskich terrorystów, jak i przez arabskie armie. Miały one zmęczyć i wyczerpać zasoby strategiczne Izraela, aby osłabiony, nie mógł się przeciwstawić ostatecznej inwazji i zniszczeniu.

#### Osadnictwo żydowskie
27 czerwca 1967 Kneset uchwalił trzy ustawy: (1) rozszerzała zasięg izraelskiej jurysdykcji na Wschodnią Jerozolimę; (2) trzykrotnie powiększała granice miasta Jerozolima; (3) zapewniała ochronę wszystkich obiektów sakralnych i swobodny dostęp do nich dla wyznawców wszystkich religii. 15 sierpnia 1967 Naczelny Rabin Aszkenazyjski Izraela Szlomo Goren wszedł z grupą 50 Żydów na Wzgórze Świątynne w Jerozolimie i pomimo protestów muzułmańskich strażników i izraelskiej policji, odmówili tradycyjne modlitwy.
12 kwietnia 1968 dziesięć żydowskich rodzin pod przywództwem Rabina Mosze Lewingera z Bloku Wiernych (Gusz Emunim) osiedliło się w Hebronie i za zgodą władz rozpoczęło budowę osiedla Kirjat Arba w bezpośrednim sąsiedztwie miasta. Był to początek dużego ruchu osadniczego w wyniku którego powstało wiele osiedli żydowskich w Strefie Gazy, na Zachodnim Brzegu, Wzgórzach Golan i Półwyspie Synaj.
23 grudnia 1968 publiczna telewizja rozpoczęła regularną emisję programów w Izraelu.

## Golda Meir i Wojna Jom Kipur 1969–1974

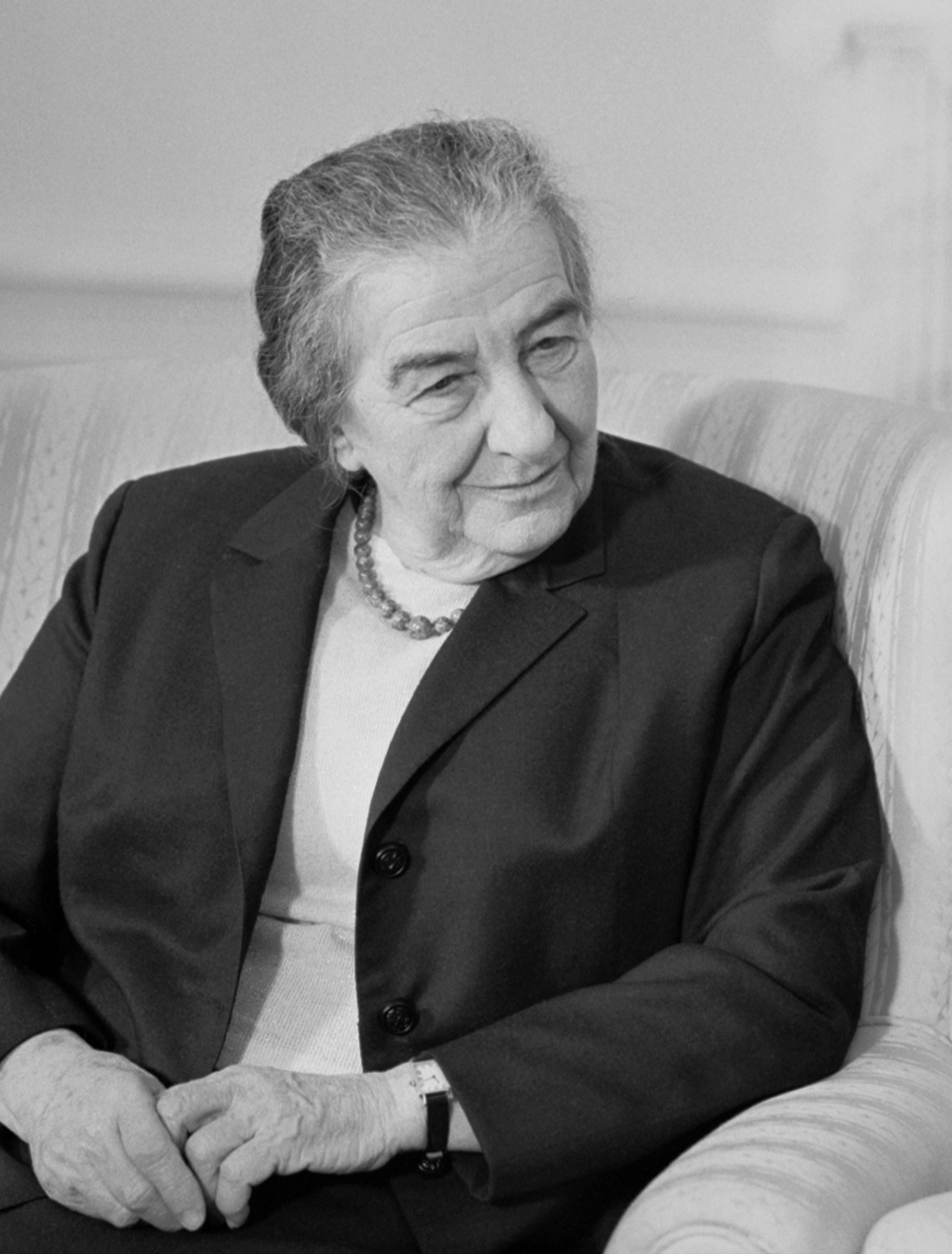
Golda Meir – 5. premier Izraela 1969–1974

Po śmierci Lewiego Eszkola, 17 marca 1969 nowym premierem została Golda Meir.

### Wybory 1969
28 października 1969 odbyły się wybory do VII Knesetu. Sukces odniosła ponownie lewica, była jednak już bardziej osłabiona niż przed laty. 15 grudnia 1969 premierem została wybrana Golda Meir.

### Wzrost gospodarczy

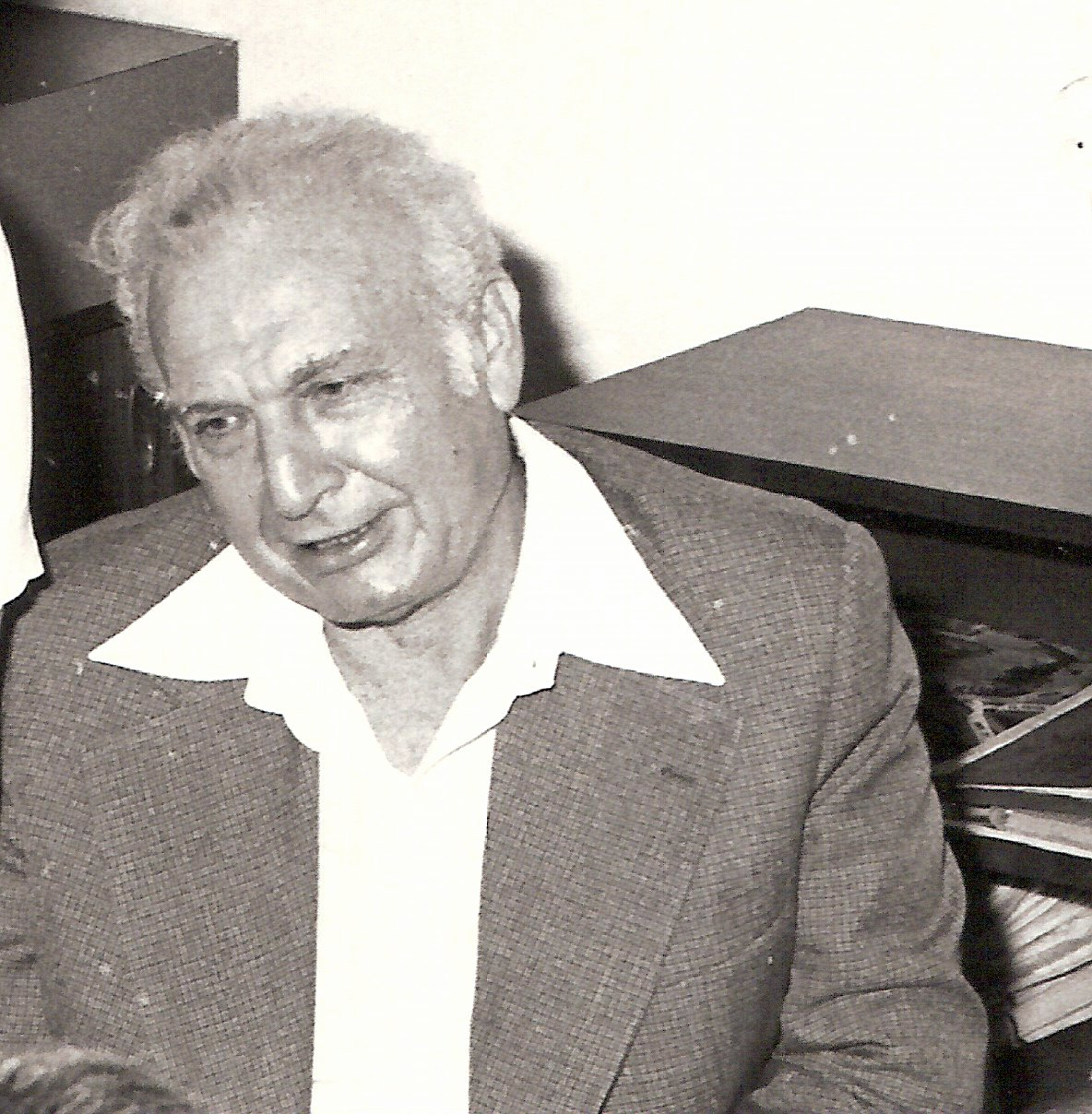
Efraim Kacir – 4. prezydent Izraela 1973–1978

W latach 70. XX wieku nastąpiło pobudzenie izraelskiej gospodarki, który wynikało w znacznej mierze ze wzrostu żydowskiej imigracji napływającej do Izraela. Pomimo to, 20 sierpnia 1971 rząd przeprowadził dewaluację waluty, co spowodowało gwałtowny wzrost cen żywności. 26 lipca 1972 uruchomiono łączność satelitarną.
15 stycznia 1973 odbyło się historyczne spotkanie w Watykanie. Golda Meir, jako pierwszy premier Izraela spotkała się z papieżem Pawłem VI.
7 maja 1973 odbyły się uroczystości 25-lecia istnienia państwa Izrael. Uroczystości odbyły się w atmosferze rozprężenia, gdyż gospodarczy dobrobyt przyczynił się do odczuwania bezpieczeństwa i nikt nie spodziewał się żadnej agresji.
23 maja 1973 czwartym prezydentem Izraela został Efraim Kacir, jeden z założycieli Instytutu Naukowego Weizmana.

### Wojna Jom Kipur 1973
6 października 1973 wojska arabskie niespodziewanie napadły na Izrael w dniu żydowskiego święta Jom Kipur (Dzień Pojednania). Po początkowych porażkach, Siły Obronne Izraela przeprowadziły mobilizację i odrzuciły Arabów poza linię zawieszenia broni z 1967 roku, a nawet przekroczyły Kanał Sueski i zagroziły Kairowi. Dzięki wysiłkom mediacyjnym Stanów Zjednoczonych i Związku Socjalistycznych Republik Radzieckich 25 października podpisano zawieszenie broni, a na linii frontu rozlokowano międzynarodowe siły pokojowe UNDOF i UNEF.

### Wybory 1973
31 grudnia 1973 odbyły się wybory do VIII Knesetu. W nowym parlamencie lewica utrzymała większość, jednak wyraźnie zarysował się wzrost siły politycznej partii prawicowych i centrowych, które stowarzyszyły się pod nazwą Likud. 10 marca 1974 premierem została wybrana Golda Meir.

### Komisja Agranata i dymisja Goldy Meir
Wojna Jom Kipur wywołała szok w społeczeństwie izraelskim – kraj okazał się nieprzygotowany na niespodziewany atak i niezdolny do szybkiego odparcia go. W celu wyjaśnienia okoliczności wybuchu wojny rząd powołał specjalną komisję, której szefem został przewodniczący Sądu Najwyższego Szimon Agranat. Od jego nazwiska komisję nazwano Komisją Agranata.
Komisja opublikowała swój raport 1 kwietnia 1974. Główną odpowiedzialnością obarczono Szefa Sztabu Generalnego Dawida Elazara i zalecono usunięcie go ze stanowiska. 11 kwietnia 1974 pod presją opinii publicznej, premier Golda Meir podała się wraz z całym rządem do dymisji.

## Icchak Rabin po raz pierwszy 1974–1977

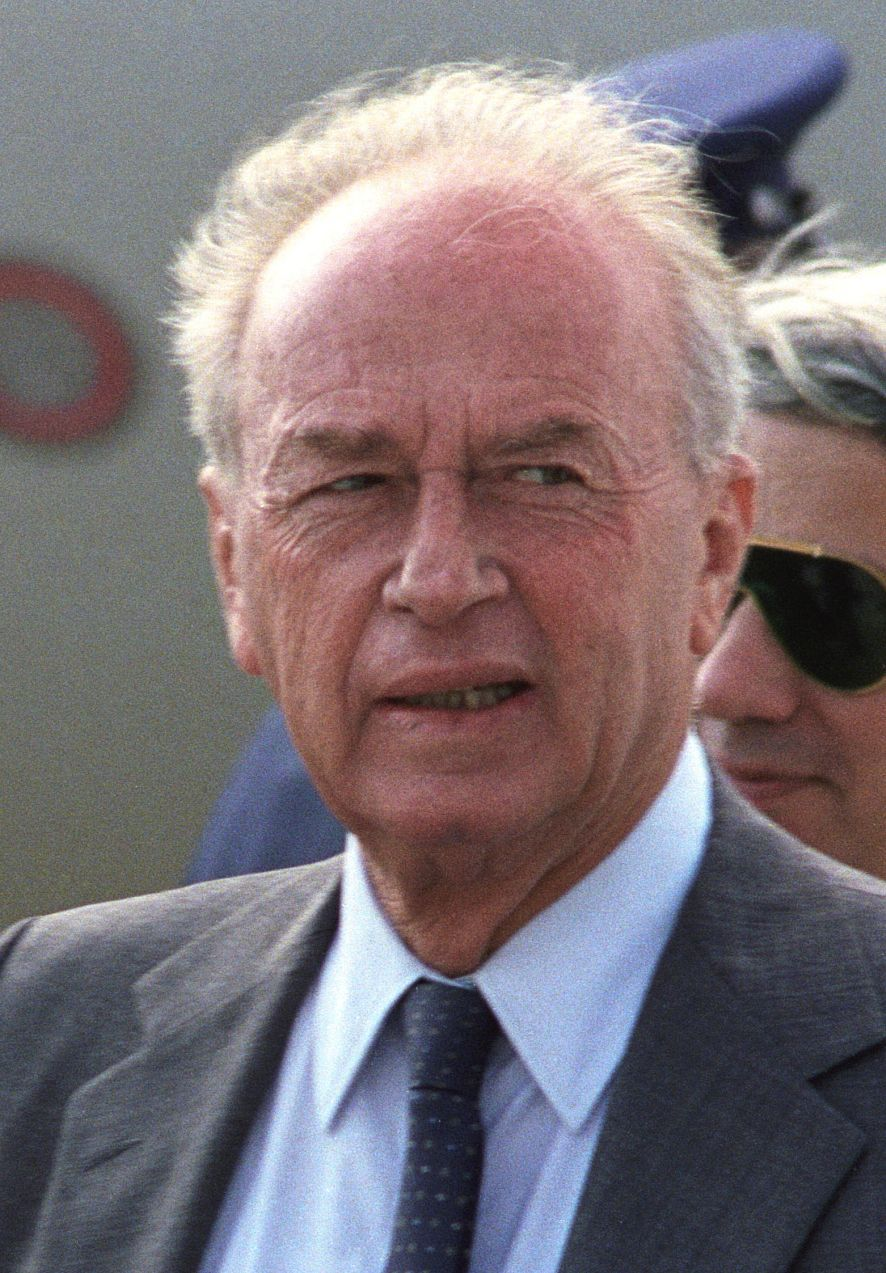
Icchak Rabin – 6. premier Izraela 1974–1977

Po dymisji Goldy Meir, 3 czerwca 1974 nowym premierem został Icchak Rabin.
Stojąc w obliczu światowego kryzysu gospodarczego i negatywnych efektów bojkotu naftowego, który mocno oddziaływał na gospodarkę Izraela, rząd podjął decyzję i 8 listopada 1974 przeprowadził dewaluację pieniądza o 43%. W następstwie ograniczono import towarów luksusowych i ograniczono wydatki publiczne.
W maju 1975 zawarto porozumienie gospodarcze z Europejską Wspólnotą Gospodarczą o obniżeniu o 60% taryf celnych na produkty izraelskie eksportowane do Europy Zachodniej. Równocześnie podpisano porozumienie ze Stanami Zjednoczonymi, przyznające amerykańskie gwarancje rządowe dla firm inwestujących w Izraelu. Pomimo to kryzys gospodarczy pogłębiał się i 14 marca 1976 nastąpił gwałtowny wzrost cen wszystkich towarów o 25%. Rząd musiał wówczas drastycznie ograniczyć wszystkie dotacje państwowe.

### Pokój z Egiptem
1 września 1975 doszło do zawarcia izraelsko-egipskiego porozumienia w sprawie Półwyspu Synaj. Na jego mocy Izrael przeprowadził częściowe wycofanie swoich wojsk na odległość 70 km na wschód od Kanału Sueskiego. W zamian Egipt obiecał złagodzić bojkot ekonomiczny oraz umożliwić żeglugę po Kanale Sueskim statkom handlowym wiozącym towary do lub z Izraela. Równocześnie Stany Zjednoczone przyznały Izraelowi pomoc w wysokości 2–3 mld USD rocznie. Była to rekompensata za straty poniesione przez Izrael w wyniku oddania Egiptowi obszarów roponośnych na Synaju.

### Zaangażowanie się w Libanie
Od kwietnia 1975 roku Liban stopniowo pogrążał się w wojnie domowej. W maju 1976 libański prezydent Suleiman Frangieh zwrócił się do Izraela z prośbą o udzielenie pomocy wojskowej. Izrael rozpoczął wówczas dostarczać uzbrojenie i amunicję do oddziałów chrześcijańskich, które walczyły z muzułmanami na północy Libanu. Wysyłano także pomoc medyczną i humanitarną chrześcijanom na południu Libanu.

### Wybory 1977
17 maja 1977 odbyły się wybory do IX Knesetu. Większość głosów zdobył prawicowo-centrowy blok partyjny Likudu. Po 29-latach lewica musiała oddać władzę w Izraelu.

## Menachem Begin a Egipt i Liban 1977–1983

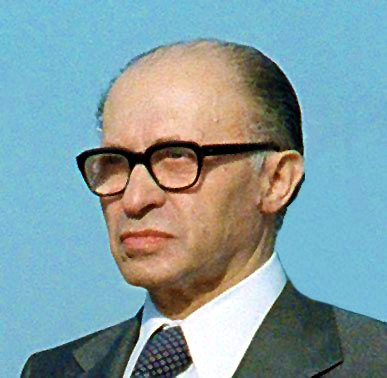
Menachem Begin – 7. premier Izraela 1977–1983

20 czerwca 1977 premierem został wybrany Menachem Begin.
Był to trudny gospodarczo okres dla Izraela. Z powodu kłopotów finansowych 8 lutego 1979 rząd ograniczył państwowe dotacje dla producentów żywności. Dopiero proces pokojowy z Egiptem uruchomił amerykańskie dotacje finansowe, które wynosiły 3 mld USD rocznie. Pomimo to 24 lutego 1980 wprowadzono nową walutę szekla, który zastąpił dotychczasowego lira. Rząd poszukiwał sposobu powstrzymania galopującej inflacji, która sięgała wartości 131%.

### Proces pokojowy z Egiptem
10 listopada 1977 egipski prezydent Anwar Sadat ogłosił gotowość do rozpoczęcia negocjacji pokojowych z Izraelem, a następnie w dniach 19–21 listopada jako pierwszy arabski przywódca przyjechał z oficjalną wizytą dyplomatyczną do Izraela. Doszło do przełomowego spotkania z premierem Beginem i historycznego przemówienia w Knesecie. Egipt w zamian za izraelskie wycofanie wojsk zaproponował Izraelowi bezpieczeństwo i pokój. 25 grudnia 1977 Menachem Begin przyjechał z oficjalną wizytą dyplomatyczną do Egiptu. Rozpoczęto oficjalne pokojowe negocjacje pomiędzy Izraelem a Egiptem.

#### Camp David

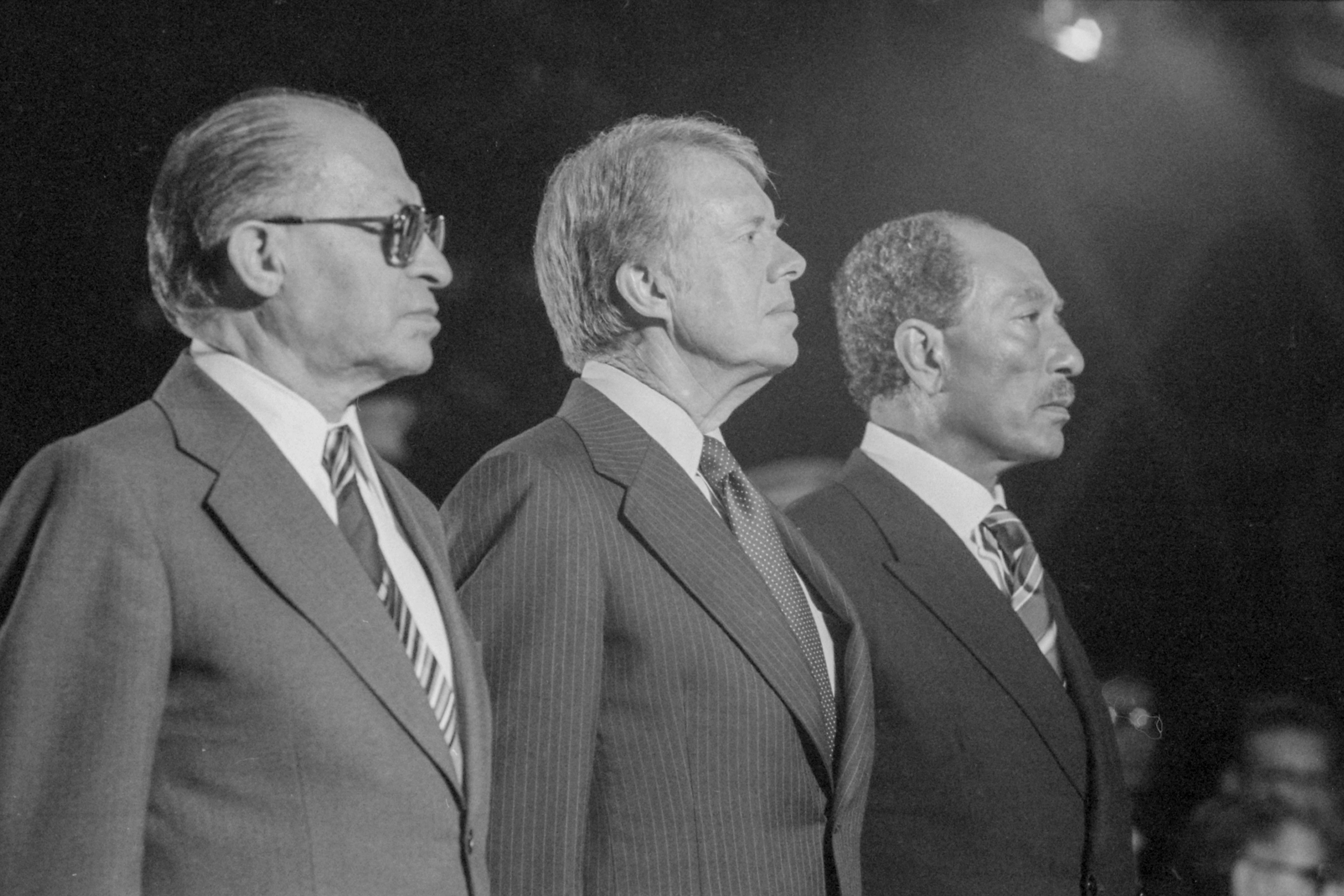
Podpisanie Porozumienia Camp David: Menachem Begin, Jimmy Carter i Anwar Sadat

W dniach od 5 do 18 września 1978 roku odbyła się trójstronna konferencja pokojowa izraelsko-egipsko-amerykańska w Camp David. 18 września podpisano dwa izraelsko-egipskie porozumienia, które tworzyły podstawę dla przyszłych negocjacji w sprawie trwałego pokoju pomiędzy oboma państwami. Izrael zgodził się wycofać w ciągu 3 lat wszystkie swoje wojska z Półwyspu Synaj, w zamian Egipt zgadzał się na nawiązanie normalnych stosunków dyplomatycznych z Izraelem, uznając tym samym prawo do istnienia państwa Izrael. Egipt gwarantował również swobodną żeglugę izraelskich statków przez Kanał Sueski i inne drogi wodne, takie jak Cieśniny Tirańskie.

#### Traktat pokojowy z Egiptem
26 marca 1979 w Waszyngtonie nastąpiło podpisanie traktatu pokojowego pomiędzy Izraelem a Egiptem, jednak pełna normalizacja stosunków izraelsko-egipskich nastąpiła dopiero w lutym 1980, kiedy oba państwa wymieniły się ambasadorami. W marcu 1980 uruchomiono regularne połączenia lotnicze.
23 maja 1978 piątym prezydentem Izraela został Icchak Nawon, który jako pierwszy prezydent wykroczył poza swoje ceremonialne uprawnienia i wziął aktywny udział w publicznych dysputach, dążąc do wyjaśnienia kontrowersyjnych spraw związanych z wojną w Libanie. Nawon rozpoczął erę „politycznych” prezydentów.

### Problem Libanu
Większość państw arabskich zdecydowanie odrzuciło możliwość jakiegokolwiek procesu pokojowego z Izraelem i zamroziło swoje stosunki dyplomatyczne z Egiptem, a Syria dodatkowo wydała zezwolenie oddziałom OWP w południowym Libanie swobodnego atakowania terytorium Izraela. Palestyńscy terroryści przeprowadzili całą ataków i zamachów terrorystycznych.

#### Operacja „Litani”
W odwecie na liczne ataki, w marcu 1978 Siły Obronne Izraela zajęły na tydzień południowy Liban. Wycofując się pozostawiono strefę buforową, którą patrolowały oddziały chrześcijańskich milicji (Armia Wolnego Libanu, od maja 1980 Armia Południowego Libanu) – uzbrojone i szkolone przez Izrael. Dodatkowy nadzór nad granicą izraelsko-libańską sprawowały międzynarodowe siły UNIFIL.
W kwietniu 1981 oddziały chrześcijańskiej Falangi przeprowadziły ofensywę próbując opanować Dolinę Bekaa i zmusić wojska syryjskie do opuszczenia Libanu. Podczas walk dowódca chrześcijańskich milicji Beszir Dżemajel zwrócił się do Izraela o pomoc wojskową. W odpowiedzi Siły Powietrzne Izraela wielokrotnie przeprowadziły bombardowania syryjskich pozycji oraz baz OWP w Dolinie Bekaa. Dzięki międzynarodowej mediacji 24 lipca 1981 Philip Habib wynegocjował zawieszenie broni. Rozejm był jednak nieustannie łamany przez wszystkie strony konfliktu.

### Jerozolima i Wzgórza Golan
30 grudnia 1980 Kneset przyjął Prawo Jerozolimy, które oznajmiało, że „kompletna i zjednoczona Jerozolima” jest odwieczną stolicą państwa Izrael i oficjalną siedzibą wszystkich centralnych urzędów państwowych. Rząd rozpoczął budowę dzielnicy rządowej w Jerozolimie.
Decyzja ta spotkała się z licznymi protestami na całym świecie. Społeczność międzynarodowa nie uznała Jerozolimy jako stolicę Izraela, przenosząc ambasady i konsulaty do Tel Awiwu. 20 sierpnia 1980 Rada Bezpieczeństwa ONZ przyjęła rezolucję nr 478, w której potępiła Izrael za uznanie Jerozolimy jako stolicę państwa.
14 grudnia 1981 Kneset przyjął uchwałę o objęciu Wzgórz Golan izraelskim systemem prawnym i administracyjnym. Tym samym Wzgórza Golan zostały oficjalnie włączone w obszar terytorium Izraela. Rada Bezpieczeństwa ONZ nie uznała tej decyzji.

### Operacja „Babilon”
7 czerwca 1981 izraelskie siły powietrzne przeprowadziły operację „Babilon”, podczas której zbombardowano iracki ośrodek nuklearny w Osirak (odległy o 1100 km od Izraela). Według Izraela była to akcja samoobronna, ponieważ w nuklearnym ośrodku Osirak, Irakijczycy przy pomocy Francuzów pracowali nad skonstruowaniem bomby atomowej, która mogła zostać użyta przeciwko Izraelowi. Powietrzny nalot zniszczył ośrodek naukowy i reaktor jądrowy.

### Wybory 1981
30 czerwca 1981 odbyły się wybory do X Knesetu. Powstała wtedy równowaga polityczna pomiędzy lewicą a prawicą i centrum. 5 sierpnia 1981 premierem został wybrany ponownie Menachem Begin.
W dniach 21–25 kwietnia 1982 izraelska armia przeprowadziła dramatyczną ewakuację żydowskich osadników z osiedla Yamit na Półwyspie Synaj. W osiedlu zabarykadowała się grupa około 3 tys. osadników. Doszło wówczas do gwałtownych starć wojska z osadnikami. Całością operacji dowodził gen. Ariel Szaron. Po jej ukończeniu, 26 kwietnia ostatni izraelski żołnierz opuścił Synaj, który został przekazany Egiptowi.

### Wojna libańska 1982–1985
6 czerwca 1982 roku Izrael zdecydował się na ingerencję w pogrążonym w chaosie wojny domowej Libanie. Celem operacji wojskowej była likwidacja baz i rozbicie oddziałów OWP, która miała swoją główną siedzibę w Bejrucie. Podczas działań doszło do ciężkich starć z wojskami syryjskimi, które okupowały część Libanu (od 1976 r. z tytułu mandatu Ligi Państw Arabskich). 11 czerwca 1982 pod naciskiem międzynarodowym wprowadzono w życie rozejm syryjsko-izraelski. Armia izraelska przystąpiła wówczas do oblężenia Bejrutu. Po zaciętych walkach i wyniszczającym bombardowaniu miasta, międzynarodowa mediacja polityczna ONZ oraz Stanów Zjednoczonych nakłoniła Palestyńczyków do ewakuacji oddziałów OWP z Libanu. Ewakuowali się oni do Tunezji, Algierii, Libii, Jemenu, Sudanu i Iraku.

#### Masakra w Sabra i Shatila
16 września 1982 oddział chrześcijańskiej Falangi liczący 150 żołnierzy dowodzony przez Elie Hobeiko wkroczył wieczorem do obozów palestyńskich uchodźców Sabra i Shatila, pod Bejrutem. Doszło wówczas do masakry Palestyńczyków. Liczbę ofiar ocenia się na około 800 zabitych.

#### Komisja Kahane
Niejasna rola, jaką odegrała izraelska armia w sprawie masakry w Sabra i Shatila wywołała falę protestów społecznych w Izraelu. Do największej demonstracji doszło 25 września w Tel Awiwie. Demonstrowało wówczas około 300 tys. Izraelczyków, żądając wyjaśnienia okoliczności masakry cywili w obozach Sabra i Shatila. Pod tymi naciskami, 28 września premier Begin odpowiedzialny za masakrę w Deir Jassin powołał specjalną komisję dochodzeniową. Na czele komisji stanął sędzia Sądu Najwyższego, Icchak Kahan. Od jego nazwiska komisję nazwano Komisją Kahane. Raport został opublikowany 8 lutego 1983 roku. Obciążył on bezpośrednią odpowiedzialnością za masakrę dowódcę oddziałów chrześcijańskiej Falangi. Izraelscy dowódcy ponosili pośrednią odpowiedzialność, gdyż nie interweniowali by przerwać masakrę cywilów. Komisja zalecała dymisję ministra obrony, szefa wywiadu wojskowego oraz dowódców wojskowych w rejonie Bejrutu.

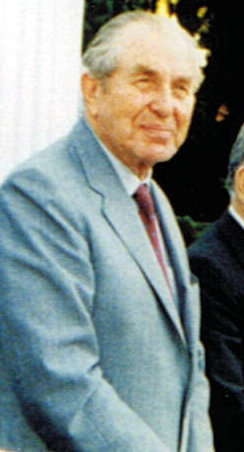
Chaim Herzog – 6. prezydent Izraela 1983–1993

10 lutego 1983 ponownie doszło do wielkich demonstracji, podczas których żądano natychmiastowego wycofania się z Libanu. Doszło wówczas do brutalnych starć z radykalnymi działaczami prawicowego Likudu. Pod tymi naciskami rozpoczęły się izraelsko-libańskie rozmowy pokojowe, które doprowadziły do podpisania 17 maja 1983 porozumienia o stopniowym wycofaniu wojsk izraelskich z Libanu.
5 maja 1983 szóstym prezydentem Izraela został Chaim Herzog, były wysoki dowódca izraelskiej armii.
15 września 1983 Menachem Begin wycofał się z życia politycznego. Przywództwo w partii Likud objął Icchak Szamir.

## Icchak Szamir po raz pierwszy 1983–1984

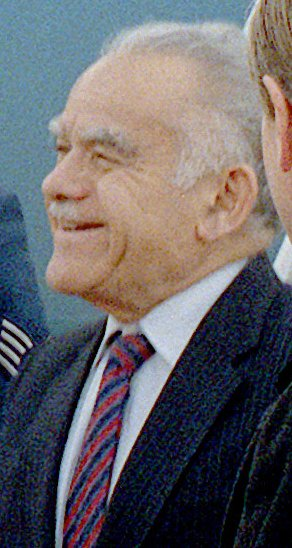
Icchak Szamir – 8. premier Izraela 1983–1984

10 października 1983 premierem został wybrany Icchak Szamir.
W październiku 1983 doszło do wielkiego kryzysu bankowego w Izraelu i „paniki dolarowej”. W wyniku krachu na giełdzie papierów wartościowych w Tel Awiwie zdecydowano się wstrzymać wszystkie operacje finansowe na giełdzie na 11 dni. Rząd przeprowadził także dewaluację szekla o 23%. Jednocześnie wprowadzono ograniczenia wydatków budżetowych. Ceny wielu towarów w tym roku wzrosły trzykrotnie, gdyż producenci utracili większość rządowych dotacji. Gospodarka znalazła się w recesji.

### Wybory 1984
23 lipca 1984 odbyły się wybory do XI Knesetu. Równowaga sił lewicy i centro-prawicy doprowadziła do utworzenia rządu jedności narodowej (z rotacją na stanowisku premiera).

## Szymon Peres i reformy 1984–1986

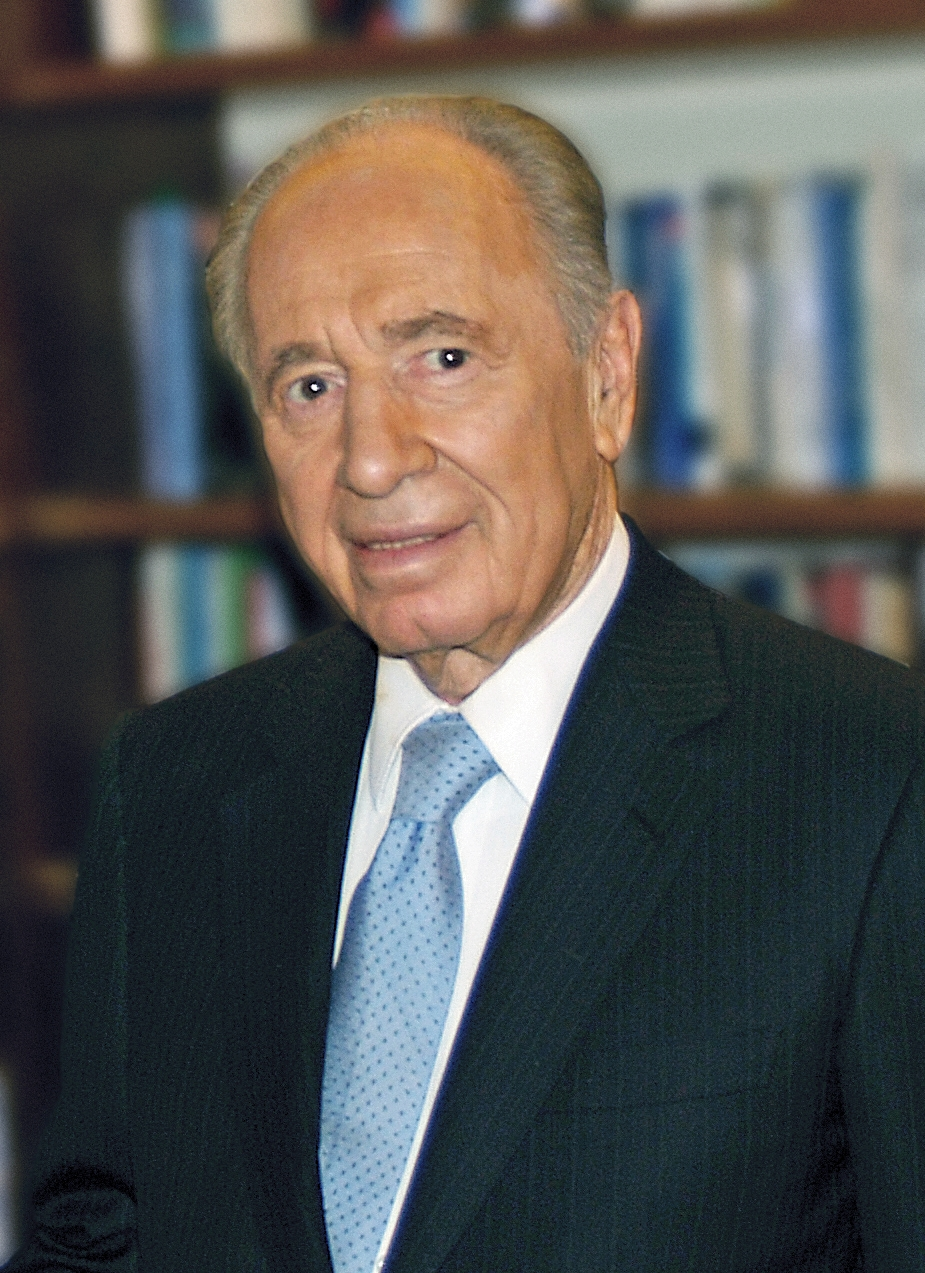
Szimon Peres – 9. premier Izraela 1984–1986

13 września 1984 premierem został wybrany Szimon Peres.
W 1984 gospodarka Izraela znalazła się na progu załamania. Inflacja pobiła wszystkie rekordy osiągając wysokość 374%. Ceny większości towarów zdrożały czterokrotnie. Wzrosło bezrobocie i nastąpił spadek realnych dochodów społeczeństwa. W listopadzie 1984 rząd jedności narodowej rozpoczął żmudną pracę stabilizacji gospodarki. Pierwszym krokiem było zamrożenie cen produktów krajowych, podatków i płac. Starano się ograniczyć deficyt budżetu oraz pobudzić produkcję poprzez zwiększenie eksportu. W grudniu 1984 rząd wprowadził drastyczne cięcia budżetu państwa i zmniejszył wydatki wojskowe. W konsekwencji redukowano personel w bazach wojskowych, wstrzymano liczne nowe inwestycje, ograniczono infrastrukturę, zmniejszono zakupy sprzętu bojowego i ograniczono zaopatrzenie docierające do jednostek bojowych. Ocenia się, że zdolność bojowa armii spadła wówczas niemal o jedną trzecią.
1 lipca 1985 rząd przyjął program walki z kryzysem gospodarczym. Przeprowadzono dewaluację szekla o 20% i zmniejszono rządowe dotacje do żywności, wody, energii elektrycznej i komunikacji. Stany Zjednoczone obiecały udzielić Izraelowi pożyczki w wysokości 1,5 mld USD na wsparcie reform. 4 września 1985 wprowadzono do obiegu Nowego Izraelskiego Szekla (NIS) o wartości 1000 starych Szekli. Dzięki tym wszystkim posunięciom, pod koniec 1985 udało się powstrzymać galopującą inflację.

### Operacja Mojżesz
W grudniu 1984 roku w wyniku operacji Mojżesz 7 tys. Żydów zostało przerzuconych samolotami z Etiopii do Izraela. W ten sposób uniknęli oni głodu i prześladowań. W sumie do Izraela przybyło wtedy z Etiopii różnymi drogami około 20 tys. Żydów. W styczniu 1985 izraelska armia przewiozła do Izraela 7 tys. Żydów z Jemenu.

### „Strefa bezpieczeństwa” w Libanie
10 czerwca 1985 izraelska armia zakończyła wycofywanie oddziałów z Libanu, pozostawiając jedynie niewielkie oddziały strzegące „strefy bezpieczeństwa”, która miała szerokość od 3 do 15 km. „Strefy bezpieczeństwa” strzegły siły Armii Południowego Libanu. Pomimo to, ataki szyickiego Hezbollahu wciąż trwały. W latach 1985–1990 na granicy izraelsko-libańskiej doszło do 2,4 tys. incydentów zbrojnych.

### Operacja „Drewniana Noga”
Przez cały ten czas palestyńskie organizacje terrorystyczne dokonywały licznych zamachów na terytorium Izraela oraz licznych ataków na cele izraelskie położone na całym świecie. Większością tych ataków kierowała Organizacja Wyzwolenia Palestyny, na czele której stał Jaser Arafat. To z tego powodu 1 października 1985 izraelskie samoloty zbombardowały kompleks budynków Hamam-a-Shatt w Trypolisie (Libia). Znajdowała się tam główna kwatera OWP. 15 kwietnia 1986 siły powietrzne Stanów Zjednoczonych również zbombardowały obozy szkoleniowe OWP w Libii.

## Icchak Szamir i Intifada 1986–1992

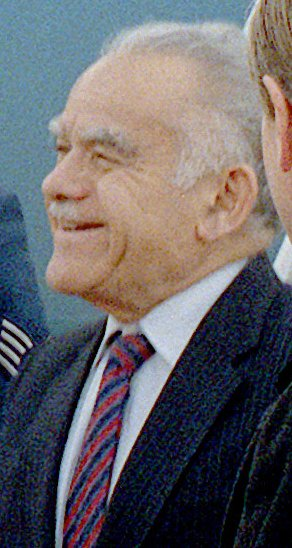
Icchak Szamir – 10. premier Izraela 1986–1992

20 października 1986 premierem został wybrany Icchak Szamir. Zmiana na stanowisku premiera wynikała z zawartego porozumienia w rządzie jedności narodowej.

### Intifada 1987–1991
9 grudnia 1987 roku wybuchła pierwsza intifada, masowe powstanie Palestyńczyków przeciwko izraelskiej okupacji Strefy Gazy i Zachodniego Brzegu Jordanu. Przeciągające się starcia były mocnym czynnikiem osłabiającym gospodarkę Izraela, który nie potrafił znaleźć rozwiązania konfliktu. Dopiero uwikłanie się Jasera Arafata w I wojnie w Zatoce Perskiej po stronie Iraku, mocno osłabiło jego pozycję i doprowadziło do wygaśnięcia siły powstania w 1991. Równocześnie ruszył proces pokojowy na Bliskim Wschodzie.

### Wybory 1988
1 listopada 1988 odbyły się wybory do XII Knesetu. Minimalną przewagę zyskał prawicowo-centrowy Likud, jednakże zdecydowano się na stworzenie drugiego rządu jedności narodowej. 21 listopada 1988 premierem został wybrany Icchak Szamir.
W sierpniu 1989 zanotowano rekordowo wysokie bezrobocie. Bez pracy pozostawało 150 tys. Izraelczyków, co stanowiło 9,5% zdolnych do pracy ludzi.

### Imigracja żydowska z ZSRR
Od grudnia 1989 rozpoczęła napływać do Izraela duża fala imigrantów z krajów byłego Związku Radzieckiego. Początek 1990 roku charakteryzował się napływem wielkiej ilości radzieckich Żydów. Do 12 czerwca 1990 przyjechało 50 tys. nowych imigrantów. Stawiało to przed gospodarką zupełnie nowe wyzwanie, gdyż nowi imigranci potrzebowali mieszkań, miejsc pracy i nauki, a także bardzo często wymagali specjalistycznego leczenia. 11 września 1990 Alija ze Związku Radzieckiego osiągnęła swój punkt kulminacyjny – od początku roku przyjechało 100 tys. nowych imigrantów, a do końca roku w sumie 200 tysięcy. Aby rozwiązać rosnący problem mieszkaniowy, w październiku importowano tysiące przyczep kampingowych i kontenerów mieszkalnych. 30 października powstała pierwsza tymczasowa dzielnica przyczep kampingowych w Bat Jam.
W 1991 bardzo mocno wzrosła stopa bezrobocia oraz zwiększała się liczba ludzi żyjących poniżej minimum socjalnego, w biedzie i nędzy. Rząd z konieczności musiał przeprowadzić cięcia wydatków budżetowych, zmniejszając wielkość pomocy dla imigrantów oraz fundusze socjalne i emerytalne.

### Wojna w Zatoce Perskiej
2 sierpnia 1990 wojska irackie dokonały inwazji na Kuwejt. Stworzyło to realne zagrożenie dla sąsiedniej Arabii Saudyjskiej i doprowadziło do utworzenia wielkiej międzynarodowej koalicji, która zgromadziła swoje wojska w Zatoce Perskiej przygotowując się do wojny z Irakiem. Równocześnie Irak zagroził, że w przypadku amerykańskiej agresji zaatakuje Izrael z użyciem broni niekonwencjonalnej (biologicznej i chemicznej), doprowadzając do zniszczenia znacznej powierzchni kraju. Po raz pierwszy w historii Izrael stanął przed taką groźbą. Z tego powodu wśród wszystkich mieszkańców Izraela rozprowadzono maski przeciwgazowe i inny specjalistyczny sprzęt. Odpowiednio przygotowano i wyposażono schrony publiczne oraz schrony prywatne.
17 stycznia 1991 wojska sprzymierzonych rozpoczęły operację „Pustynna Burza”, w trakcie której do 28 lutego zniszczono większość wojsk irackich. Podczas wojny Irak wystrzelił 39 pocisków rakietowych Scud na Izrael. W ich rezultacie zginęło bezpośrednio 2 cywili i rany odniosło 208 osób. Jednakże straty pośrednie były większe: 4 ataki serca, 7 zgonów w rezultacie nieprawidłowego używania sprzętu ochronnego na wypadek wojny biologiczno/chemicznej i 225 przypadków niepotrzebnego użycia zastrzyków atropiny. Straty materialne obejmowały: 1302 domy, 6142 mieszkań, 23 budynki użyteczności publicznej, 200 sklepów i 50 samochodów. Izrael pod naciskiem Stanów Zjednoczonych powstrzymał się od działań odwetowych.

### Operacja „Salomon”
24 maja 1991 armia izraelska podczas operacji „Salomon” przetransportowała do Izraela 14,3 tys. Żydów z pogrążającej się w politycznym chaosie Etiopii.

### Konferencja w Madrycie 1991
30 października 1991 roku rozpoczęła się międzynarodowa konferencja pokojowa w Madrycie (Hiszpania), z udziałem prezydenta George’a Busha, prezydenta Michaiła Gorbaczowa, premiera Icchaka Szamira oraz ministrów spraw zagranicznych Libanu, Syrii, Jordanii i przedstawicieli Palestyńczyków. Pierwsza runda rozmów odbyła się bez OWP, gdyż udzielnie poparcia dla Saddama Husajna skompromitowało ją. Przedstawiciele Palestyńczyków znajdowali się w delegacji jordańskiej. Negocjacje pokojowe kontynuowano w grudniu w Waszyngtonie, a następnie przez kilka miesięcy w różnych europejskich miastach. Rozmowy te otworzyły drogę do przyszłych porozumień pokojowych.

### Wybory 1992
23 czerwca 1992 odbyły się wybory do XIII Knesetu. Zdecydowane zwycięstwo odniosła lewicowa Izraelska Partia Pracy.

## Icchak Rabin i proces pokojowy 1992–1995

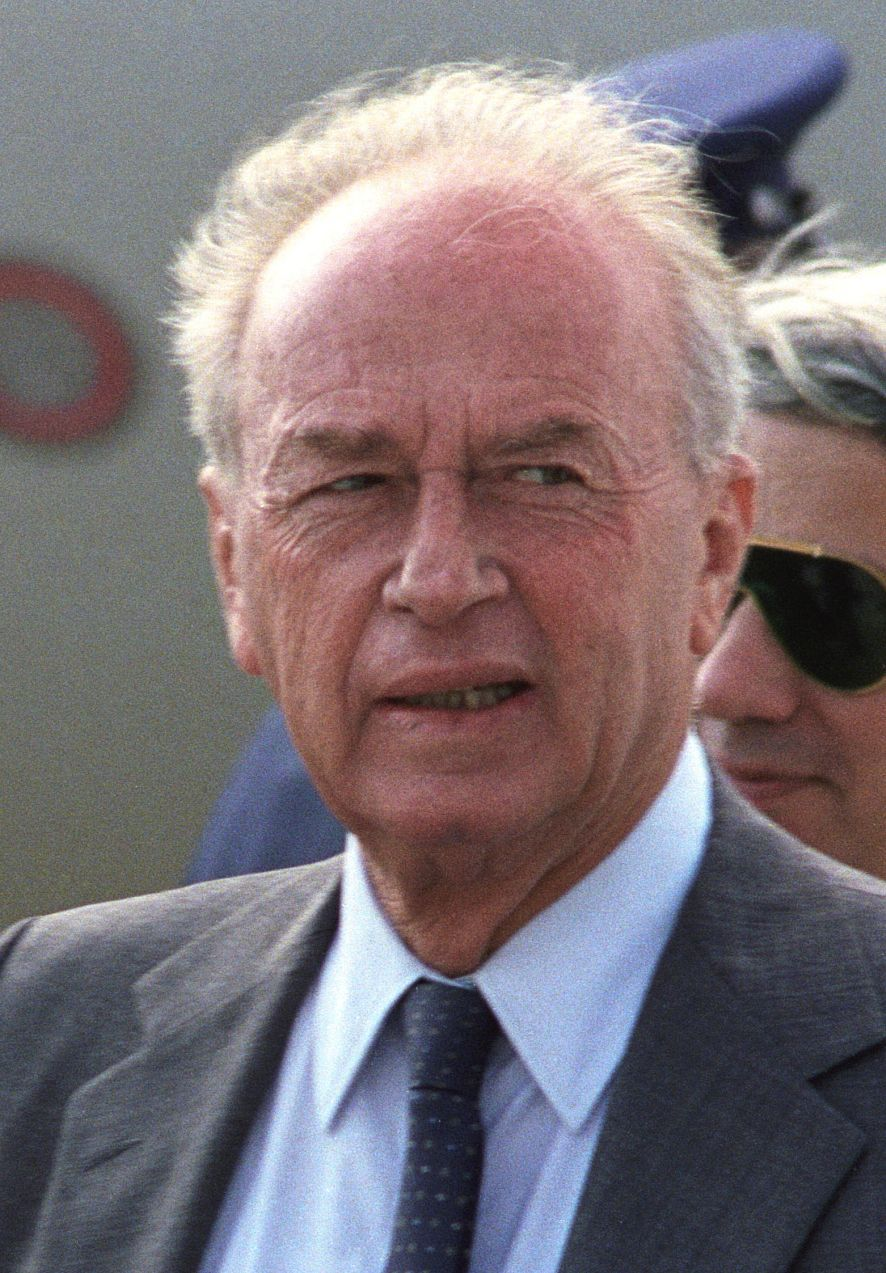
Icchak Rabin – 11. premier Izraela 1992–1995

13 lipca 1992 premierem został wybrany Icchak Rabin.
W styczniu 1993 roku przeprowadzono rozmowy przedstawicieli Izraela i Organizacji Wyzwolenia Palestyny w Oslo (Norwegia). Zawarte porozumienie otwierało drogę ku palestyńskiej autonomii.
W 1993 roku wzrosło napięcie na granicy izraelsko-libańskiej. Szyicka organizacja Hezbollah nasiliła ostrzał terytorium Izraela prowadzony z południowego Libanu.
13 września 1993 roku Icchak Rabin i Jasir Arafat podpisali w Waszyngtonie Deklarację Pokojowych Intencji (Declaration of Principles) wynegocjowaną w Oslo. Deklaracja określiła zasady funkcjonowania Autonomii Palestyńskiej w pięcioletnim okresie przejściowym. Izrael uznał Organizację Wyzwolenia Palestyny jako reprezentację narodu palestyńskiego. Z Palestyńskiej Karty Narodowej miano usunąć wszystkie punkty antyizraelskie.
Porozumienie izraelsko-palestyńskie zostało przyjęte z uznaniem przez Ligę Państw Arabskich. Jednocześnie jednak wzrosła aktywność przeciwników porozumienia, głównie Hamasu, Islamskiego Dżihadu, skrajnych odłamów Al-Fatah oraz Hezbollahu. Protestowali również radykalni prawicowi osadnicy żydowscy.

### Autonomia Palestyńska
4 maja 1994 roku w Kairze podpisano izraelsko-palestyńskie Porozumienie Gaza-Jerycho. Był to Układ o Utworzeniu Ograniczonej Autonomii Palestyńskiej w Strefie Gazy i Jerycha.
19 maja 1994 roku w Londynie rozpoczęły się pokojowe rozmowy izraelsko-jordańskie. 25 maja Izrael i Jordania ogłosiły zakończenie wojny. 26 października 1994 roku na przejściu granicznym w dolinie Arava podpisano porozumienie pokojowe między Izraelem i Jordanią. Izrael przekazał Jordanii 300 km² pustyni Negew, oraz skrawki ziemi nad Jordanem, które z kolei Jordańczycy wydzierżawili żydowskim osadnikom. Król Husajn uzyskał zwierzchnictwo nad Wzgórzem Świątynnym. Suwerenność polityczną nad Jerozolimą zachował Izrael.
28 września 1995 roku podpisano w Waszyngtonie (USA) izraelsko-palestyński układ Oslo II, regulujący przekazywanie władzy na Zachodnim Brzegu Jordanu Autonomii Palestyńskiej i zasady wycofywania wojsk izraelskich.
4 listopada 1995 roku żydowski fanatyk religijny Jigal Amir zamordował premiera Icchaka Rabina.
Pomimo trwającego procesu pokojowego radykalne grupy arabskie kontynuowały terroryzm w Izraelu. W całym 1995 roku w różnych palestyńskich zamachach zginęło 100 Izraelczyków, a 500 zostało rannych.
W dniach 12–28 kwietnia 1996 roku izraelska armia przeprowadziła odwetową operację „Grona Gniewu (II)” wymierzoną w bazy Hezbollahu w południowym Libanie.
W okresie 1989–1996 do Izraela przyjechało ponad 610 tys. Żydów z krajów byłego ZSRR. Z Ukrainy ponad 174 tys. imigrantów, z Rosji 184 tys., z Białorusi ponad 53 tys., z Mołdawii 39 tys., z państw nadbałtyckich ponad 16 tys., ze środkowej Azji ponad 125 tys. i z innych 17 tys. Żydów.
W 1996 roku Izrael oddał Palestyńczykom 9% Zachodniego Brzegu Jordanu.
6 września 1997 roku premier Binjamin Netanjahu oświadczył, że zamachy bombowe palestyńskich terrorystów zwalniają Izrael od obowiązku realizacji porozumień zawartych w Oslo. W ten sposób Izrael zrezygnował z przekazywania dalszych terenów Autonomii Palestyńskiej i zawieszono wszystkie rozmowy pokojowe.
W dniach 15–23 października 1998 roku prowadzono rozmowy pokojowe izraelsko-palestyńskie w Wye Plantation w USA. Uczestniczyli w nich prezydent USA Bill Clinton oraz król Jordanii Husajn. Rozmowy zostały zakończone podpisaniem porozumienia. 22 listopada Izrael przekazał Autonomii Palestyńskiej 10 miasteczek i 18 wiosek w pobliżu Dżaninu i uwolnił licznych więźniów. Jednakże strona palestyńska łamała wszelkie zawarte porozumienia i 7 grudnia rząd izraelski odstąpił od planowanego na 18 grudnia terminu drugiej fazy wycofania wojsk izraelskich z terytoriów palestyńskich.
4 września 1999 roku premier Ehud Barak zawarł memorandum izraelsko-palestyńskie w Szarm el-Szejk. Była to konkretyzacja zawartych wcześniej porozumień. Na mocy porozumienia Izrael przekazał Palestyńczykom kolejne ziemie.
W dniach 21–23 maja 2000 roku Izrael ostatecznie opuścił strefę bezpieczeństwa w południowym Libanie.
W dniach 11–25 lipca 2000 roku prowadzono rozmowy izraelsko-palestyńskie w Camp David w USA. Sztywne stanowisko Arafata w sprawie Jerozolimy doprowadziło do zerwania rozmów. Prezydent USA Bill Clinton obarczył odpowiedzialnością Arafata za ich niepowodzenie.

### Intifada Al-Aksa 2000–2004
Prowokacyjna wizyta lidera prawicowej opozycji Ariela Szarona na Wzgórzu Świątynnym w Jerozolimie wywołała wybuch niezadowolenia Palestyńczyków. Krwawe starcia ogarnęły cały Zachodni Brzeg – tak zaczęła się druga Intifada, zwana intifadą Al-Aksa. Kilka dni później Jasir Arafat podjął decyzję o wypuszczeniu z więzień członków Hamasu, którzy byli odpowiedzialni za zamachy na Izraelczykach. Pomimo wszelkich prób ratowania pokoju, doszło do eskalacji przemocy i wzrostu liczby samobójczych zamachów terrorystycznych w Izraelu. Izraelska armia przystąpiła do okupacji i pacyfikacji terenów Autonomii Palestyńskiej.
Śmierć Jasira Arafata w listopadzie 2004 roku wygasiła w znacznym stopniu Intifadę. Nowy przywódca Autonomii Palestyńskiej Mahmud Abbas przystąpił do rozmów pokojowych z Izraelem. Stwarzało to nadzieję na pokojowe rozwiązanie konfliktu palestyńsko-izraelskiego, aż do zwycięstwa Hamasu w wyborach w Autonomii w 2006 roku.

### Konflikt Izraela z Hamasem
7 października 2023 Hamas rozpoczął atak rakietowy z terytorium Strefy Gazy na Izrael.

### Konflikt Izraela z Iranem
13 czerwca 2025 Izrael rozpoczął bombardowanie Teheranu. Binjamin Netanjahu poprosił Donalda Trumpa o dołączenie Stanów Zjednoczonych do wojny, lecz tamten odmówił. 17 czerwca 2025 prezydent USA wezwał Iran do bezwarunkowej kapitulacji.